# Francisco Novella

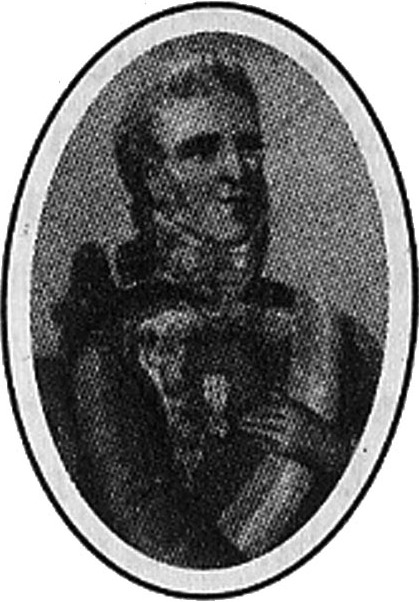
Francisco Novella

Pedro Francisco Novella Azabal Pérez y Sicardo (* 1769 in Madrid, Spanien; † 1822) war ein spanischer Offizier, der für kurze Zeit faktisch als Vizekönig von Neuspanien amtierte.

## Leben
Francisco Novella stammte aus Spanien und verfolgte eine Offizierkarriere in der königlichen Armee. 1821 diente er als Brigadegeneral und Feldmarschall der Artillerie in Neuspanien.
Die liberale Revolution im Mutterland Spanien von 1820 schwächte die royalistisch-absolutistischen Kräfte in der Kolonie in Mexiko; die Befürworter eines unabhängigen Mexiko erhielten Auftrieb, und der Unabhängigkeitskrieg flammte wieder auf. Als Oberst Agustín de Iturbide im Februar 1821 mit dem Großteil der royalistischen Armee zu den Aufständischen unter Vicente Guerrero überlief, verschlechterte sich die militärische und politische Lage der Spanier dramatisch. Vizekönig Juan Ruiz de Apodaca konnte den Aufständischen wenig entgegensetzen. Er ernannte General Pascual Liñán zum Oberbefehlshaber der verbleibenden Truppen und berief Novella im Juni 1821 zum Militärgouverneur von Mexiko-Stadt.
Am 5. Juli 1821 zwang eine politisch breitgefächerte Gruppe von Honoratioren und Offizieren unter der militärischen Führung von Francisco Buceli den Vizekönig zum Rücktritt. An seiner Stelle erhoben sie Francisco Novella zum Herrscher über die Kolonie. Die Verfassung von 1812, die wieder in Kraft getreten war, sah das Amt eines Vizekönigs nicht mehr vor – die politischen Führer der Kolonien erhielten den Titel Jefe Politico y Capitán General. Der abgesetzte Vizekönig Apodaca nannte Novella in einem Brief vom November 1821 an den Kriegsminister als Drahtzieher der Verschwörung.
Novella hegte wohl persönlich einen Groll gegen Apodaca. Der Vizekönig hatte ein altes Lagerhaus für Tabak in der Hauptstadt (La Ciudadela) zum befestigten Waffenlager umgewidmet. Nachdem der Schwund an Gewehren und Munition dort anhielt, befahl Apodaca dem Brigadegeneral Novella, den Diebstahl zu unterbinden, was dieser als Befehl weit unter seinem Rang und seiner Würde ansah.
Nach dem Staatsstreich vom 5. Juli weigerten sich der Magistrat und die Provinzvertreter, Novella anzuerkennen. Dieser wurde dennoch von seinen Getreuen im Palast des Vizekönigs am 8. Juli als Vizekönig vereidigt. Er veröffentlichte umgehend Proklamationen, in denen er versuchte, die politische Gestaltungsmacht zurückzuerlangen. Zugleich befahl er alle Männer im Alter von sechzehn bis sechzig Jahren zu den Waffen. Er verglich den Verrat Iturbides mit dem Eindringen Napoleons in Spanien im Jahre 1808.
Die Wirkung seiner Versuche blieb begrenzt, da nicht einmal die Bevölkerung der Hauptstadt seinen Befehlen nachkam. Die Aufständischen marschierten indes voran und nahmen am 3. August Puebla ein. Ende Juli traf Juan O’Donojú in Veracruz ein; ihn hatte die liberale spanische Regierung als neuen politischen und militärischen Führer Neuspaniens entsandt. Die Royalisten hielten zu dieser Zeit nur noch die Hauptstadt und die Forts von Acapulco, Perote und Veracruz – der Rest Mexikos befand sich in der Hand der Aufständischen; die Hauptstadt war von 16.000 Mann Aufständischer umstellt. O’Donojú unterzeichnete am 24. August den Vertrag von Córdoba, in dem er die Unabhängigkeit Mexikos anerkannte.
Novella beriet sich mit seinen Gefolgsleuten; sie gestanden sich schließlich ein, dass die Sache der Royalisten endgültig verloren war. Er traf O’Donojú am 13. September, akzeptierte seine Legitimation und übergab seine (wie auch immer angemaßten) Kompetenzen pro forma an O’Donojú.
Seine militärische Position als royalistischer Befehlshaber der Hauptstadt behielt er zunächst; am 27. September 1821 öffnete er die Tore für das Heer der Aufständischen, die am folgenden Tag die Unabhängigkeit Mexikos feierlich ausriefen.
Mit einigen Getreuen verließ er Mexiko Mitte Oktober und reiste nach Kuba. Bald darauf starb er.